# 都電杉並線
杉並線（すぎなみせん）は、かつて東京都の新宿と荻窪を結んでいた都電の路線で、高円寺線（新宿駅前 - 高円寺一丁目）と荻窪線（高円寺一丁目 - 荻窪駅前）をあわせた通称である。
西武鉄道の西武軌道線（せいぶきどうせん）→西武新宿線（初代）を東京都が買収したもので、都電14系統として東京都交通局によって運営されていた。
同じ青梅街道の地下に建設され1962年（昭和37年）に全通した営団地下鉄荻窪線（現：東京メトロ丸ノ内線）と競合関係となり、1963年（昭和38年）と早い段階で廃止。都電では唯一、線路幅が1067mmだった。旧都電杉並車庫の跡地は都営バス杉並支所となっている。

## 路線データ
- 軌間 : 1067mm
- 路線距離 : 7.3km（全線併用軌道）
- 停留所数 : 19（廃止時）
- 複線区間 : 全線（廃止時）1951年買収時は新宿駅前 - 鍋屋横丁間
- 電化区間 : 全線（直流600V）

## 歴史

### 前史
西武軌道による淀橋 - 荻窪間の開業に遡ること25年前の1897年（明治30年）12月8日に堀之内軌道に対し角筈 - 荻窪 - 田無 - 所沢間の軌道特許状が下付されたことから杉並線の歴史ははじまる。
しかしこの計画は遅々として進まず、10年後の1907年（明治40年）になり会社が設立され、軌道が一部敷設され試運転がおこなわれたものの中断した。その後も「1918年（大正7年）8月に淀橋-荻窪間が完成したものの車両代金が支払えず」というように資金難に苦しんでいたが、1921年になりこの軌道を電気会社である武蔵水電が買収した。
武蔵水電は川越財界人を中心としており、1920年に買収した箱根ケ崎 - 武蔵野間の敷設免許を保有している川越鉄道と西武軌道の淀橋 - 荻窪間をつなぐことにより、川越から都心に直通することが目的であった。
しかし、元西武軌道の路線は併用軌道であり、高速鉄道には向かないとの問題点を抱えていることや、その後電力業界再編成の流れから帝国電燈に合併され不用な鉄道軌道部門は西武鉄道（←武蔵鉄道）に譲渡されるなど川越財界人の影響力が減少していったことなどから計画は見直されていき、都心への路線は東村山 - 高田馬場間に建設されることになり、計画は放棄された。
なお、西武運営時代末期の正式な路線名は後に「西武新宿線（初代）」となっていた。
- 1897年（明治30年）12月8日：軌道特許状下付[10]
- 1900年（明治33年）：動力を蒸気に変更、角筈 - 田無間に短縮[3]。
- 1907年（明治40年）10月31日：堀之内軌道設立[11]。
- 1910年（明治43年）7月14日：堀之内軌道が西武軌道（社長鹿島秀麿[12]）[13]に社名変更。
- 1921年（大正10年）
  - 8月26日：西武軌道により、淀橋 - 荻窪間を電気鉄道として開業。
  - 10月1日 西武軌道、武蔵水電に合併[14]。
- 1922年（大正11年）
  - 8月15日：武蔵鉄道が西武鉄道（旧）として設立[15]。
  - 11月1日：武蔵水電、帝国電燈に合併[16]。
  - 11月16日：帝国電燈、鉄軌道事業を西武鉄道に譲渡[17]。
  - 12月1日：淀橋 - 角筈間開業。
    - 角筈は現在の都営地下鉄大江戸線・新宿西口駅ならびに西武新宿線（2代目）・西武新宿駅前付近のJR線「大ガード」下。
- 1926年（大正15年）9月15日：角筈 - 新宿駅前間開業。
  - 新宿駅前は大ガードから南下した現在の駅ビル北側入り口付近。この時代は市電の新宿駅前も付近の「二幸」（後のスタジオアルタ）前。
- 1935年（昭和10年）12月27日：西武鉄道（旧）、東京乗合自動車（青バス）に新宿線（初代）の経営を委託。
- 1938年（昭和13年）4月25日：青バスが東京地下鉄道に吸収合併される。同社は引き続き西武鉄道（旧）から新宿軌道線の経営を受託する。

### 東京市買収後
- 1942年（昭和17年）2月1日：陸上交通事業調整法により、東京市電気局が新宿線の運営管理を行い、市電路線に編入される。
- 1943年（昭和18年）7月1日：東京都制施行。東京市電気局を東京都交通局に改組。
- 1944年（昭和19年）5月4日：角筈一丁目（上記の角筈） - 新宿駅前間休止。
- 1945年（昭和20年）9月22日：武蔵野鉄道が西武鉄道（旧）を合併して西武農業鉄道となる。
- 1946年（昭和21年）11月15日：西武農業鉄道が西武鉄道に改称。
- 1951年（昭和26年）
  - 4月1日： 西武鉄道より正式に同社新宿線（初代）を1億2000万円で買収[1][18]。
    - この時買収した区間は、実際に運行していた角筈一丁目 - 荻窪間7.5km[注釈 5]。新宿駅前（角筈） - 鍋屋横丁間のみ複線で、以後順次単線部分の複線化を実施。

  - 8月：角筈一丁目 - 杉並車庫前間複線化[19]
  - 12月：はじめての鋼製車である2000形10両が落成。
- 1952年（昭和27年）12月25日：杉並車庫前 - 杉並区役所間複線化
- 1953年（昭和28年）11月：杉並区役所 - 成宗間複線化[19]
- 1956年（昭和31年）
  - 1月29日：荻窪駅前を南口から北口へ移設。営業キロ0.2km減。終端折り返し部の除く全線の複線化が完成。
  - 5月：成宗 - 荻窪駅前間複線化[19]。全線複線化完了。
- 1959年（昭和34年）3月30日：2500形6両落成により、木造車が全廃[注釈 6]される。
- 1961年（昭和36年）
  - 2月8日 営団地下鉄荻窪線（現・東京メトロ丸ノ内線）新宿 - 新中野間開業。
  - 11月1日：営団地下鉄荻窪線 新中野 - 南阿佐ヶ谷間開業。
- 1962年（昭和37年）1月23日：営団地下鉄荻窪線 南阿佐ヶ谷 - 荻窪間開業により全線開通。
- 1963年（昭和38年）12月1日：営団地下鉄荻窪線開業による乗客数激減のため、杉並線 新宿駅前 - 荻窪駅前間廃止。

## 停留場一覧
1934年（昭和9年）の『大東京区分地図』万文社刊にみえる停留場は以下のとおり。
新宿駅前　-　ガード下　-　浄水場前　-　警察前　-　成子坂下　-　淀橋　-　住友銀行前　-　寶仙寺前　-　中野銀行前　-　登記所前　-　鍋屋横丁　-　追分　-　橋場　-　西町　-　天神前　-　妙法寺口　- 高圓寺　-　馬橋　-　松ノ木口　-　西馬橋　-　阿佐ヶ谷　-　田端　-　成宗　-　天沼　-　荻窪　
最終時点は以下のとおり。カッコ内は現在の丸ノ内線の近接駅。ただし、西新宿駅および東高円寺駅は杉並線廃止後に新設された駅である。
- 新宿駅前（新宿駅）：角筈（つのはず）とも言った。1926年 - 1944年までは、現在の駅ビル「ルミネエスト」の北端あたりにあったが、1944年以降新宿大ガード手前まで後退。
- 柏木一丁目（西新宿駅）
- 成子坂下
- 本町通二丁目（中野坂上駅）
- 本町通三丁目
- 鍋屋横丁
- 本町通五丁目（新中野駅）
- 本町通六丁目
- 高円寺一丁目
- 高円寺二丁目（東高円寺駅）
- 蚕糸試験場前
- 杉並車庫前
- 馬橋一丁目（新高円寺駅）
- 馬橋二丁目
- 阿佐ヶ谷
- 杉並区役所前（南阿佐ケ谷駅）
- 成宗
- 天沼
- 荻窪駅前（荻窪駅）：当初は荻窪駅南口側にあり、停留所名は「荻窪」。1956年に天沼陸橋を越え荻窪駅北口にルートを変更。

## 接続路線
新宿駅前
- 都電11系統（新宿駅前 - 四谷見附 - 銀座四丁目 - 月島通八丁目）
- 都電12系統（新宿駅前 - 四谷見附 - 須田町 - 岩本町・両国駅前）
- 都電13系統（新宿駅前 - 飯田橋 - 万世橋 - 水天宮前）

## 車両

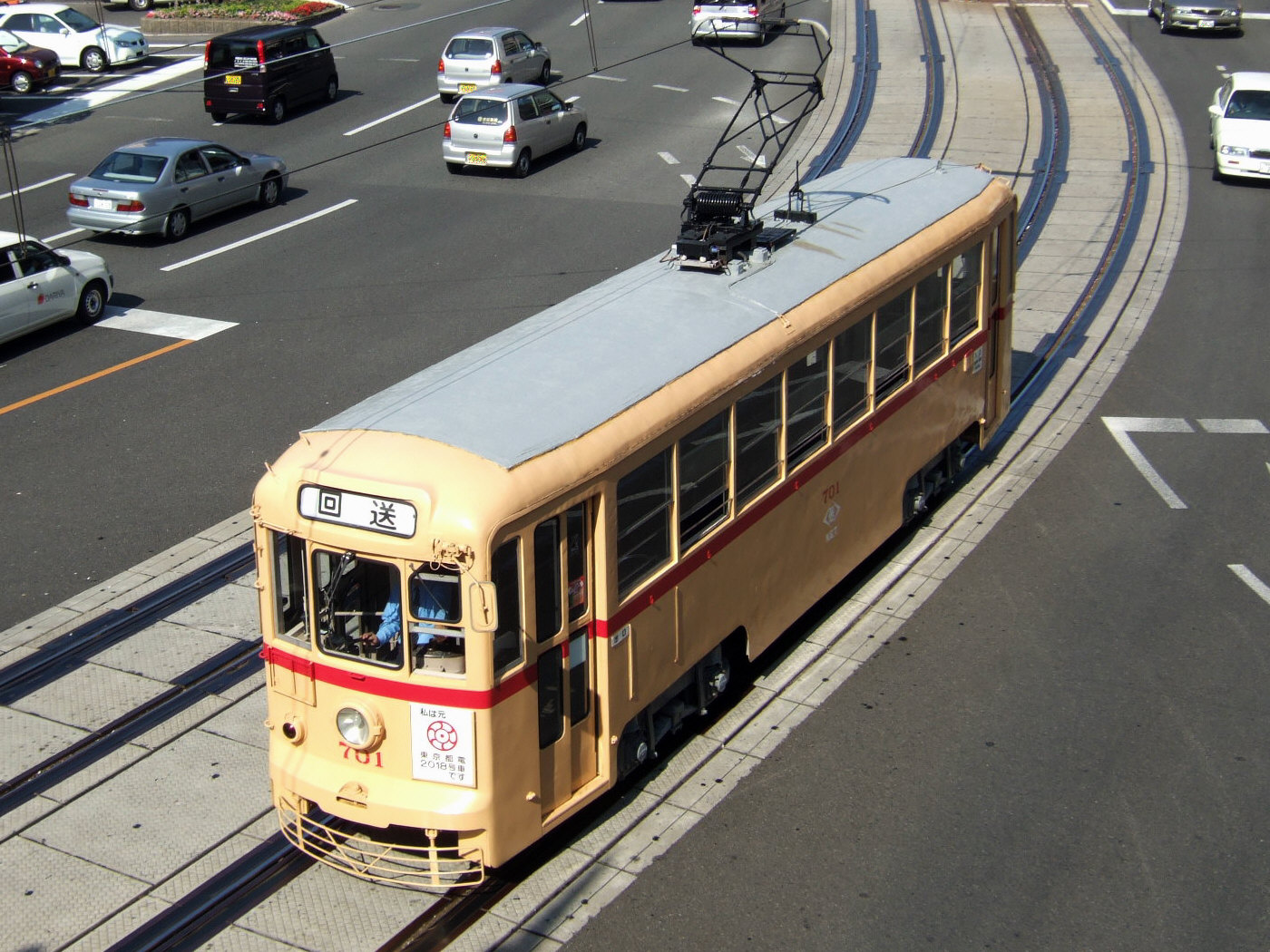
都電2000形時代の塗装に復元された長崎電気軌道の電車

### 前史
1921年度から1923年度にかけて単車14両(1-14)を揃えた。その後はボギー車を増備し、1932年度に4両（1.2.13.14）が廃車となり単車は消滅した。記録が少なく一部を除き製造年、製造所、前歴等不明である。残された写真から京都市電（N電）と東京市電の中古車がいたことがわかっているが、このうち素性が判明しているのが京都電燈越前線からきた元京都市電の3両である。

### 1951年買収時点の在籍車
買収時点では全車が木造車だった。また、他の路線でシングルポール→ビューゲル化が進行する中、杉並線のみ戦前と同じダブルポールを使用していた。
- 西武鉄道引き継ぎ車[注釈 7]
  - 200形 201・202・211・213・214・215・221・222・223 （9両）
  - 250形 251 - 255・261 - 265 （10両）

5両が1951年末までに2000形に鋼体化改造、その他の車両は1956年までに廃車となった。265は栃尾鉄道に譲渡され、木造車体のまま客車化改造を経てホハ11となった。
- 東京都電の改軌改造車
  - 木造2000形 2001 - 2010 （10両）
  - 木造3000形 3219 - 3223 （5両）
  - 木造4000形 4122・4125 （2両）

買収直前に1372mm区間の車両を改軌して投入したもの。全車が1951年末 - 1959年にかけて暫時2000形、2500形に改造された。

### 1963年廃止時点の在籍車
- 2000形 2001 - 2024 （24両）
- 2500形 2501 - 2508 （8両）

杉並線廃止後は1372mm軌間用に改造され、他の路線で運用された。

2000形のうち2018 - 2022・2024の6両は1969年に長崎電気軌道に譲渡され700形となった。

## 乗降客数
各年の一日あたりの運転回数、乗降客数。
- 1949年（昭和24年）151回、19,956人
- 1950年（昭和25年）179回、20,303人
- 1951年（昭和26年）201回、22,902人
- 1952年（昭和27年）220回、35,433人
- 1953年（昭和28年）277回、50,202人
- 1954年（昭和29年）279回、51,405人
- 1955年（昭和30年）399回、54,584人
- 1956年（昭和31年）409回、53,491人
- 1957年（昭和32年）420回、58,379人
- 1958年（昭和33年）418回、36,799人
- 1959年（昭和34年）399回、45,197人
- 1960年（昭和35年）348回、46,549人
- 1961年（昭和36年）346回、42,825人
- 1962年（昭和37年）320回、38,114人

## 廃止後の代替バス
営団地下鉄丸ノ内線に加えて都営バスも完全並行の路線（1979年廃止）を持っていたため、廃止後は後の第1次撤去以降と違って都営では特別な代替路線を設けなかった。一方で民間の西武バスと関東バスは、事実上の代替となる新宿駅西口 - 井荻駅間の路線を開設した。しかし都営や営団に太刀打ちできず、1969年（昭和44年）12月15日限りで廃止となった。
現在の都営バスでは、環七通りを境として、新宿駅西口 - 高円寺陸橋間を王78系統・宿91系統が、高円寺陸橋 - 杉並区役所前（南阿佐ケ谷駅付近）間を渋66系統がそれぞれ運行している。一方、杉並区役所前 - 荻窪駅間は1984年の梅70系統短縮以降、都営バスの営業路線としては設定されていない（民間では西武バスの荻15系統・荻15-2系統、関東バスの阿02系統・阿05系統が同区間を通る）。